# Gramatici
Gramatici (bułg. Граматици) – wieś w Bułgarii, w obwodzie Wielkie Tyrnowo, w gminie Elena. W 2024 roku liczyła 11 mieszkańców.